# L'Entreprenant (ballon)
Pour les articles homonymes, voir Entreprenant.
L'Entreprenant est un ballon à gaz français construit en 1794 par Nicolas-Jacques Conté et Jean-Marie-Joseph Coutelle pour l'observation militaire, à la demande du Comité de salut public. Il s'est illustré lors de la bataille de Fleurus le 26 juin 1794.

## Historique
Le Comité de salut public décide, le 24 novembre 1793, la construction d'un ballon à des fins d'observation militaire. Cette décision est à l'origine de la première utilisation militaire d'un aéronef. Jean-Marie-Joseph Coutelle, physicien, est le responsable du projet qui est exécuté dans l'ancien domaine royal de Meudon. Il a pour adjoint un autre physicien, Nicolas-Jacques Conté. Le ballon est prêt le 29 mars 1794 ; il est gonflé en une quinzaine d'heures avec de l'hydrogène fabriqué sur place à l'aide de fourneaux. Un essai en vol captif est effectué, à 682 mètres au-dessus de la Seine. À bord de l'engin, Coutelle réalise des observations à grande distance à l'aide d'une lunette terrestre. Le 2 avril, la première compagnie d'aérostiers est créée, Coutelle en est le chef. L'unité rejoint l'armée de Sambre-et-Meuse qui se bat à Maubeuge et effectue le 2 juin la première ascension d'observation sous le feu de l'artillerie autrichienne. La compagnie se déplace ensuite jusque devant Charleroi le 24 et le 25, en tirant le ballon gonflé sur 45 kilomètres (la fabrication de l'hydrogène étant une opération trop complexe et trop longue) pour faire des observations. Le 26 juin à Fleurus, les deux aérostiers Coutelle et le général Morlot renseignent l'état-major français sur les mouvements des Autrichiens. Remportée par la France, la bataille de Fleurus est la première victoire militaire à laquelle aura contribué un ballon.
Un modèle similaire, L'Intrépide, utilisé lors de la bataille de Würzbourg en 1796, est conservé au musée d'histoire militaire de Vienne.
Pour la campagne d’Égypte, Coutelle embarque son matériel aéronautique à bord du Patriote et de l'Orient, bateaux qui seront détruits ainsi que divers équipements lors de la bataille d'Aboukir au large d'Alexandrie, les 1er et 2 aout 1798. De retour en France, Bonaparte, adepte d'une guerre de mouvement qui s'accorde mal de ballons très statiques, démantèle les compagnies d'aérostiers et l'école de Meudon le 28 janvier 1799.
L'Entreprenant est racheté en 1802 par Étienne-Gaspard Robertson, passionné d’aérostation, certain que ses ascensions feront sa fortune. Robertson part à Saint-Pétersbourg à bord de cet aérostat. En cours de route, il s’arrête à Hambourg, où, après quelques difficultés et échecs, il fait, le 18 juillet 1803, une ascension avec un compagnon, M. Lhoëst ; à cette occasion, il affiche avoir établi un record d'altitude (non certifié), à 3 679 toises, soit 7 170 mètres.

## Caractéristiques, données techniques et évolutions
L'Entreprenant a une forme sphérique d'un diamètre d'environ 10 mètres, pour une capacité de 523 m3, il est gonflé à l'hydrogène (H2). L'enveloppe est imperméabilisée par un vernis à base de caoutchouc naturel développé par Jean-Marie-Joseph Coutelle et Nicolas-Jacques Conté ; ce vernis permettra à L'Entreprenant de rester deux mois entiers plein de gaz à l'armée de Sambre-et-Meuse'.
Le ballon peut élever une nacelle occupée par deux hommes et atteindre l'altitude de 500 mètres, mais en pratique, il suffit qu'il atteigne 250 à 400 mètres pour être opérationnel.